# Чемпионат мира по дзюдо 1965
Чемпионат мира по дзюдо 1965 года прошёл с 14 по 17 октября в Рио-де-Жанейро (Бразилия). Соревнования проходили только среди мужчин.

## Организационные затруднения
За несколько дней до открытия чемпионата случился конфуз, когда у действующего олимпийского чемпиона и чемпиона мира Антона Гесинка, который должен был открывать чемпионат своим поединком с новозеландским дзюдоистом Йоханнесом (Джоном) Оостерманом, похитили обувь, а организаторы не смогли найти обуви подходящего размера. В прессе появились язвительные заметки о низком уровне организации мероприятия, о том, что «во всей Бразилии не нашлось другой пары обуви дня него». Так или иначе, Гесинк был вынужден оставшиеся дни носить сандалии. В день намеченного открытия чемпионат был перенесён на 24 часа, с четверга на пятницу, 15 октября, после того как организационный комитет обнаружил, что в здании нет матов, а на арене не работает освещение.
Сборная СССР состояла из четверых спортсменов, трое из которых в итоге заняли призовые места. Главный тренер советской сборной Владлен Андреев заявил, что план на предстоящий чемпионат у советской сборной, учитывая уровень соперников, заключается в том, чтобы побороться за вторые-третьи места. Тренерский замысел Андреева в итоге оправдался в полной мере.

## Общий медальный зачёт
| Место | Страна           | Золото | Серебро | Бронза | Всего |
| ----- | ---------------- | ------ | ------- | ------ | ----- |
| 1     | Япония           | 3      | 3       | 1      | 7     |
| 2     | Нидерланды       | 1      | 0       | 1      | 2     |
| 3     | СССР             | 0      | 1       | 2      | 3     |
| 4     | Республика Корея | 0      | 0       | 2      | 2     |
| 5     | Канада           | 0      | 0       | 1      | 1     |
| 5     | США              | 0      | 0       | 1      | 1     |

## Медалисты
| Весовая категория    | Золото          | Серебро            | Бронза                         |
| -------------------- | --------------- | ------------------ | ------------------------------ |
| До 68 кг             | Хирофуми Мацуда | Хироси Минатоя     | Пак Кей Сон Олег Степанов      |
| До 80 кг             | Исао Окано      | Кэнъити Яманака    | Джеймс Брегман Ким Ый Тхэ      |
| Свыше 80 кг          | Антон Гесинк    | Мицуо Мацунага     | Дуглас Роджерс Сэйдзи Сакагути |
| Абсолютная категория | Исао Инокума    | Анзор Киброцашвили | Анзор Кикнадзе Петер Снейдерс  |

## Итоги
После завершения чемпионата, действующий чемпион Антон Гесинк, защитивший свой титул, заявил о своём уходе из большого спорта: «Я прибыл сюда, чтобы победить чемпиона из Японии. Я победил его и теперь я ухожу». На родине чемпиона в Нидерландах, ему устроили торжественную встречу.
Сэйдзи Сакагути присудили победу над советским дзюдоистом Парнаозом Чиквилиадзе, — это решение судей было встречено возмущённым воем трибун, пятитысячной толпы зрителей, которая не утихала две минуты после объявления несправедливого решения. Японский спортивный обозреватель газеты «Син Нити-Бэй» отмечал, что советские спортсмены показали весьма агрессивную наступательную тактику действий в духе уличной схватки нежели дзюдо.